# Novi Grabovac
Novi Grabovac je naselje u Republici Hrvatskoj u Sisačko-moslavačkoj županiji, u sastavu grada Novske.

## Zemljopis
Novi Grabovac se nalaze sjeverozapadno od Novske, susjedna naselja su Lipovljani na zapadu, Lovska na istoku te Kozarice na jugu.

## Stanovništvo
Prema popisu stanovništva iz 2011. godine Novi Grabovac je imao 14 stanovnika.
| broj stanovnika | 143   | 148   | 137   | 195   | 270   | 284   | 260   | 308   | 277   | 264   | 236   | 163   | 141   | 109   | 19    | 14    | 5     |
|                 | 1857. | 1869. | 1880. | 1890. | 1900. | 1910. | 1921. | 1931. | 1948. | 1953. | 1961. | 1971. | 1981. | 1991. | 2001. | 2011. | 2021. |